# Ligyrus maternus
Ligyrus maternus är en skalbaggsart som beskrevs av Heinrich Bernward Prell 1937. Ligyrus maternus ingår i släktet Ligyrus och familjen Dynastidae. Inga underarter finns listade i Catalogue of Life.